# Sylvia nigricapillus
Sylvia nigricapillus é uma espécie de ave da família Sylviidae.
Pode ser encontrada nos seguintes países: África do Sul e Suazilândia.
Os seus habitats naturais são: regiões subtropicais ou tropicais húmidas de alta altitude e matagal tropical ou subtropical de alta altitude.
Está ameaçada por perda de habitat.